# Muhammad Atta
Muhammad Atta (1. září 1968 Kafr aš-Šajch – 11. září 2001 New York) byl vůdce skupiny únosců letadel během teroristických útoků 11. září 2001, který sám navedl let American Airlines 11 do Severní věže Světového obchodního centra.

## Začátky
Narodil se v egyptském městě Kafr al-Šajh v deltě Nilu. Jeho otec byl právník, matka byla z bohaté rodiny. Když mu bylo 10 let, přestěhovali se do Káhiry. Od roku 1985 Atta studoval na Káhirské technické univerzitě, v roce 1990 promoval jako architekt. Během studia také navštěvoval kurzy angličtiny na Americké univerzitě v Káhiře. Po vystudování pracoval na káhirské radnici na odboru územního plánování.
Při práci začal navštěvovat kurzy němčiny v místním Goethe-Institutu. V roce 1992 na přání otce odjel studovat architekturu na Technickou univerzitu v Hamburku. Během studií jako silně věřící navštěvoval místní mešitu, kde se seznámil se skupinou dalších studentů, kteří stejně jako on smýšleli protiizraelsky a protiamericky. V roce 1998 zformovali tzv. Hamburskou buňku, když se Atta, Marwan al-Shehhi a Ramzi bin al-Shibh společně přestěhovali do velkého bytu (nájemní smlouva byla na Attu). Zde pořádali pravidelná setkání s dalšími podobně smýšlejícími studenty. Scházelo se zde hned několik pozdějších únosců teroristických útoků 11. září.

## Hamburská buňka

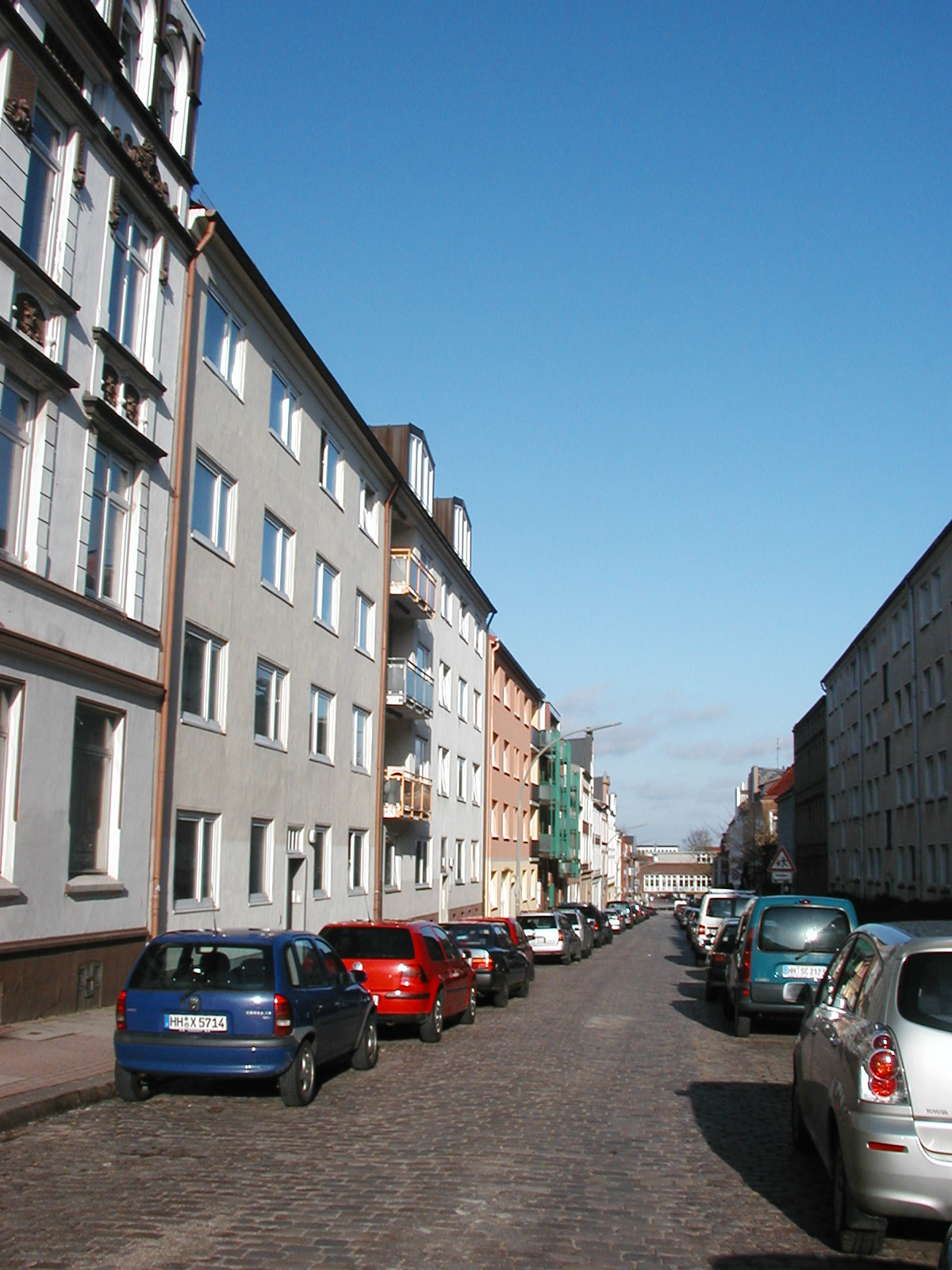
Dům v Hamburku, ve kterém členové buňky bydleli v letech 1998 - 2001

Začátkem roku 1999 Atta dokončil svou diplomovou práci a srpnu 1999 ji úspěšně obhájil. Koncem roku 1999 se Atta spolu s dalšími čtyřmi členy buňky rozhodli odcestovat do Čečenska a bojovat v druhé čečenské válce. Dva z nich se však náhodně ve vlaku seznámili s osobou, která jim doporučila kontaktovat Mohameda Ould Slahiho, spolupracovníka Al-Káidy, a probrat s ním jejich plány. Ten je přesvědčil, aby místo cesty do Čečenska jeli raději na výcvik do Afghánistánu. Doporučil jim cestovat do pákistánského Karáčí a poté v Kvétě vyhledat v kanceláři Tálibánu Umara al-Masuriho.
Skupina pěti členů buňky se tak postupně přepravila do Pákistánu, Atta letěl v listopadu 1999. Společně pak v Kvétě vyhledali "Umara al-Masuriho", což nebyla existující osoba ale signál pro osazenstvo kanceláře Tálibanu, aby byli dopraveni do Kandaháru. Zde se stali členy Al-Káidy a osobně se setkali s Usámou bin Ládinem, který jim nabídl účast na sebevražedné misi proti USA.[zdroj?] Všichni souhlasili a Atta byl vybrán jako vedoucí operace. Atta se vrátil zpět do Německa v únoru 2000.
V březnu 2000 začal Atta e-mailem obesílat letecké školy v USA, ve kterém je žádal o letecký výcvik na profesionální piloty pro sebe a skupinu dalších arabských studentů. Těchto e-mailů odeslal přes 50. V květnu 2000 si zažádal o americké vízum, které jako dlouhodobě bydlící v Německu a vysokoškolsky vzdělaný bez problémů hned druhý den dostal. 2. června odjel autobusem do Prahy, odkud druhý den odletěl do USA.

## USA
Zde se o pár dní později Atta setkal s Marwanem al-Shehhím a společně bydleli po hotelech. Pokračovali v kontaktování letových škol, několik jich osobně navštívili. Nakonec se rozhodli pro školu ve floridském Venice. Zde od července 2000 intenzivně studovali. Další z únosců a člen Hamburské buňky Ziad Jarrah, studoval ve stejném městě v jiné škole. V listopadu 2000 získal Atta pilotní průkaz pro malá letadla a pokračoval ve studiu na větší stroje. Mimo jiné navštěvoval i simulátor Boeingu 767, který později při útocích pilotoval. V dubnu 2001 pomáhal, když do USA přiletěli pozdější únosci nepiloti. V červenci 2001 Atta odjel do Španělska, kde se setkal s Ramzím bin al-Shibhehem. Ten se po několika neúspěšných pokusech dostat americká víza stal spojkou mezi Attou a Al-Káidou. Ve Španělsku spolu s Attou dokončovali plán útoků. Ještě během července 2001 se Atta vrátil do USA a pokračoval v přípravách na útok.
10. září 2001 se setkal s jedním ze spoluúnosců a 11. září brzy ráno letěli z Portlandu do Bostonu, kde přesedali na Let American Airlines 11. Před odletem ještě Attovi volal jeden z dalších spoluúnosců, kteří se připojili v Bostonu. V osm hodin ráno let American Airlines 11 odstartoval a o patnáct minut později únosci ovládli letadlo, Atta zasedl na místo pilota. Atta v průběhu únosu také mluvil do palubního rozhlasu a uklidňoval pasažéry, několikrát však zmáčknul špatné tlačítko a místo do palubního rozhlasu omylem promlouval k řízení letového provozu. Ve tři čtvrtě na devět letadlo pilotované Attou narazilo do severní věže Světového obchodního centra.